# 伊日·齐德克 (古生物学家)
伊日·齐德克博士（捷克语：Jiří Zidek，活跃于1970-2000年代）是一位出生于捷克的美国古生物学家和昆虫学家。
在1980年，他在俄克拉荷马大学创办了《古脊椎动物学杂志》。

## 出版物
- Kansas Hamilton Quarry (Upper Pennsylvanian) Acanthodes, with remarks on the previously reported North American occurrences of the genus J Zidek - 1976